# Шипитбаал I
Шипитбаал I (финик. Shipit-ba‘al) — царь Библа в начале IX века до н. э.

## Биография
Шипитбаал I известен только из одной вотивной надписи, посвящённой финикийской богине Баалат-Гебал. В тексте он назван сыном царя Элибаала. Предполагается, что Шипитбаал I унаследовал власть над Библом после отца. Его правление датируется началом IX века до н. э. Как более точные приводятся различные даты от 900 до 875 года до н. э. включительно.
О том, кто был непосредственным преемником Шипитбаала I на престоле Библа, сведений в исторических источниках не сохранилось. В ассирийских анналах упоминается о неназванных по именам царях Библа, которые в 866 и 838 годах до н. э. платили дань: первый — Ашшурнацирапалу II, второй — Салманасару III. Следующим же после Шипитбаала I известным по имени библским царём был Шипитбаал II, деятельность которого относится ко второй половине VIII века до н. э.